# 菊池不動産
菊池不動産株式会社（きくちふどうさん、英称：Kikuchi Real Estate Co., LTD.）は、東京都西東京市にある会社である。

## 沿革
- 1990年 菊池建設の不動産部門として資本金1,000万円で「株式会社サクセス」設立
- 2000年 新アパートオーナー支援システムまるがりくんスタート
- 2005年 菊池不動産株式会社に社名変更
- 2006年 菊池俊一社長就任
- 2011年 資本金を2千万円に増資
- 2017年 池袋支店開設
- 2018年 任期満了に伴い、前代表取締役　菊池俊一が退任し、新代表取締役　吉村幸男が就任
- 2019年 東京都西東京市ひばりが丘北3丁目に本社を移転
- 2019年 前代表取締役　吉村幸男が退任し、新代表取締役に菊池清俊が就任